# 蓄清刷黄
蓄清刷黄是明清两代在黄河夺淮期间，为了解决黄河泥沙在淮安清口进入大运河河道，影响漕运畅通的问题而采取的水利政策，办法是以河治河，即人为加高淮河东南岸的高家堰（今洪泽湖大堤），抬高其水位，以淮河的清水来冲刷黄河河道中淤塞的泥沙（束水攻沙）。此政策自万历六年（1578年），由潘季驯开始实行，至清咸豐五年（1855年）黄河北徙止。
蓄清刷黄在一段时期内取得了效果。随着时间的推移，以淮河的水量仍然不敌黄河的泥沙，黄河河床仍逐年淤高，而淮河由于下泄不畅，也开始出现水患。康熙年間曾因怠政導致泗洲城滅頂。整個蓄清刷黄並不是單純治水或水利工程，而以漕運為主，而漕運四百萬時以濟元大都、明清北京城之用，蓄清刷黄若為錯誤的政策，則主因在於元定都大都和明成祖遷都即鑄成。
蓄清刷黄的一个结果，是原有的破釜塘等小湖连接成洪泽湖。随着高家堰不断加高，导致洪泽湖面积也不断扩大。